# Comitato Olimpico Finlandese
Il Comitato Olimpico Finlandese (noto anche come Suomen Olympiakomitea in finlandese) è un'organizzazione sportiva finlandese fondata come Suomen olympiayhdistys nel 1907 a Helsinki, Finlandia, dopo il successo ai Giochi olimpici intermedi del 1906.
Rappresenta questa nazione presso il Comitato Olimpico Internazionale (CIO) dal 1907 ed ha lo scopo di curare l'organizzazione ed il potenziamento dello sport in Finlandia e, in particolare, la preparazione degli atleti finlandese, per consentire loro la partecipazione ai Giochi olimpici. Il comitato, inoltre, fa parte dei Comitati Olimpici Europei.
Il presidente dell'organizzazione è Jan Vapaavuori, mentre la carica di segretario generale è occupata da Jouko Purontakanen.

## Nome
- 1907-1955: Suomen olympiayhdistys
- 1955-2002: Suomen Olympialainen Komitea
- 2004-: Suomen Olympiakomitea, in lingua svedese, Finlands olympiska kommitté.

## Presidenti
- Reinhold Felix von Willebrand 1907-1919
- Ernst Edvard Krogius 1919-1929
- Kustaa Emil Levälahti 1929-1937
- Urho Kaleva Kekkonen 1937-1946
- Uuno Wilhelm Lehtinen 1946-1951
- Väinö Adolf Mathias Karikoski 1951-1956
- Yrjö Armas Valkama 1956-1961
- Johan Wilhelm Rangell 1961-1963
- Akseli Kaskela 1963-1969
- Juhani Ahti Uunila 1969-1984
- Carl-Olaf Homén 1984-1988
- Tapani Ilkka 1988-2004
- Roger Talermo 2004-2012
- Risto Nieminen 2012-2016
- Timo Ritakallio	2016-2020
- Jan Vapaavuori 2020-